# The Band (film)
Pour les articles homonymes, voir The Band.
Pour plus de détails, voir Fiche technique et Distribution.
The Band est un film australien de 2009 écrit et réalisé par Anna Brownfield. 

## Fiche technique
- Titre : The Band
- Réalisation : Anna Brownfield
- Scénario : Anna Brownfield
- Producteurs : Anna Brownfield, Aer Agrey, Liz Burke, Carla McConnell
- Société de production : Hungry Films
- Musique : Moscow Schoolboy
- Pays d'origine :  Australie
- Langue d'origine : anglais australien
- Genre : Drame, musique, romance saphique
- Lieux de tournage : Australie
- Durée : 90 minutes (1 h 30)
- Dates de sortie :
  - Australie 2009
  - États-Unis 17 novembre 2009
  - Allemagne 26 avril 2009

## Distribution
- Jimstar : Jimmy Taranto
- Brianna Heart : Groupie
- Anthea Eaton : Jennifer
- Amy Cater : Candy Morgan
- Rupert Owen : G.B
- Butch Midway : Dee
- Saskia Sansom : The Pussies
- Julie Paschke : The Pussies
- Richie Ramone : Bar Manager
- Sarah McKeown : Mia Mikisla
- Danny Oz : Long Haired Hippie
- Peter Stefanou : RTV Host
- Slatz Toshi : Bar Patron
- Lance Petrie : Country Barman
- Megan Spencer : Ursula from Rock Bitch
- Moscow Schoolboy : Support Band
- Link McLennan : Bar Patron
- Toshi Maeda : Bar Patron
- Tiffany Stevens : Roxy
- Mike Emery : Bouncer
- Dylan 'Turtle' Porter : Raunchy Redhead
- Kirsten O'Loughlin : Photographer

## Récompense
- 2010 Feminist Porn Award - Hottest Feature Film